# Kao (Niger)
Kao è un comune rurale del Niger facente parte del dipartimento di Tchintabaraden nella regione di Tahoua.